# 황윤태
황윤태(黃允泰, 1963년 5월 8일 ~ )는 전 KBO 리그 야구 선수의 외야수이다.

## 출신학교
- 1980년 ~ 1983년 : 부산고등학교
- 1983년 ~ 1987년 : 동아대학교 (1983학번)